# I love the punk (Ai, lavete pank)/UFO sexo
| Recensione | Giudizio |
| ---------- | -------- |
| Discogs    | [ 1 ]    |

I love the punk (Ai, lavete pank)/UFO sexo è un singolo del cantautore italiano Toni Santagata pubblicato nel 1978 da Carosello.

## Il disco
I due brani, composti entrambi dallo stesso Toni Santagata sono stati arrangiati da Alberto Baldan Bembo. Tra le coriste figurano Giuni Russo, Paola Orlandi e Silvia Annicchiarico.
Il lato A del disco, I love the punk (Ai, lavete pank), è una parodia del fenomeno del punk, che nel 1978 esplode come moda in Italia, eseguito tuttavia su base disco.
Il lato B del disco, UFO sexo, è una parodia della musica sexy, in particolar modo della canzone Je t'aime... moi non plus, cui UFO sexo si offre come parodia diretta. Il brano è infatti il rifacimento di uno sketch, intitolato Ie te emo, Peppi', nato al Derby Club di Milano nel 1969, all'indomani dello scandalo provocato dall'arrivo in Italia del brano di Serge Gainsbourg, e in seguito portato in giro in numerosi cabaret della penisola riscuotendo un buon successo di pubblico. Tra gli estimatori del brano all'epoca figurava anche Roberto Vecchioni. Lo sketch venne poi incluso nell'LP Toni Santagata, le sue canzoni, il suo cabaret. 
Nel 1978 la casa discografica Carosello chiese a Santagata di incidere nuovamente il pezzo come retro del 45 giri Ai love the punk (Ai, lavete pank), data la moda della canzone erotica imperante in quel periodo.
Il disco è stato pubblicato in una sola edizione nel 1978, in formato 7" a 45 giri, con numero di catalogo CI 20459.

## Tracce
1. I love the punk (Ai, lavete pank) – 4:50 (Toni Santagata)
2. UFO sexo – 3:30 (Toni Santagata)

Durata totale: 8:20

## Musicisti
- Toni Santagata: voce, chitarra
- Giuni Russo: cori
- Paola Orlandi: cori
- Silvia Annicchiarico: cori
- Alberto Baldan Bembo: arrangiamenti

## Edizioni
- 1978 - I love the punk (Ai, lavete pank)/UFO sexo (Carosello, CI 20459, 7")